# 农业综合行政执法
农业综合行政执法，简称农管，是中华人民共和国农村管理中负责综合行政执法的部门，和城市管理执法的城管并称为双管。主要负责农业和农产品质量安全等方面的执法工作，如农资打假，打击假冒伪劣種子、农药、兽药。也负责农村的动物保护、土壤环境污染监控、疾病防控，法律普及，宣传政策，农户指导，具有监督、检查、执法、处罚等职能。

## 设立背景和历史沿革
农业领域执法监管一直都是农业部门的职责任务。改革开放初期，随着社会主义市场经济的发展，农业部门职能加快转变，执法监管任务不断增加，涵盖了种子、农药、兽药、饲料、农机、动植物检疫防疫、农产品质量安全、渔政等多个领域，多年来，地方尤其是县级农业部门内部多头分散执法，影响执法效果。
2018年11月，中共中央办公厅、国务院办公厅印发《关于深化农业综合行政执法改革的指导意见》，要求按照一个部门原则上设立一支执法队伍，将种子、农药、农产品质量、兽医兽药、生猪屠宰等分散在同级农业农村部门内设机构及所属单位的执法职能剥离，按照编随事走、人随编走的原则整合原有执法队伍，组建农业综合行政执法队伍。
2019年6月17日，农业农村部印发了《全国农业综合行政执法基本装备配备指导标准》。
2020年5月，国务院办公厅印发了《关于农业综合行政执法有关事项的通知》。2020年5月28日农业农村部印发了《农业综合行政执法事项指导目录（2020年版）》。将原分散在地方农业农村部门内设机构和所属单位的行政执法职能整合起来，组建农业综合行政执法队伍，以农业农村部门的名义统一执法。除沿海、内陆大江大湖和边境交界等少数渔业执法任务较重的地方，继续在农业农村部门内设置相对独立的渔政执法队伍外，各地农业农村部门基本实现一支队伍执法。这支队伍的编制要求来源于原来承担执法职责的机构和单位。
2021年农业农村部发布了全国农业综合行政执法人员培训以及考试大纲。
2022年11月22日，农业农村部2022年第9号令公布了《农业综合行政执法管理办法》，自2023年1月1日起施行。先前2022年3月31日至4月30日，发布《农业综合行政执法管理办法（征求意见稿）》
2022年底，市县两级农业综合行政执法机构已按要求组建完成。
2023年3月30日，在湖南省长沙市正式启动了全国农业综合行政执法“稳粮保供”专项行动，2023年春耕与该行动期间，农管大规模”下乡“。
2023年4月14日，农业农村部、中央农村工作领导小组办公室、国家发展改革委、财政部、自然资源部、住房和城乡建设部、水利部、中国人民银行、中国银保监会、国家知识产权局、国家林业和草原局联合印发了《农村产权流转交易规范化试点工作方案》农政改发〔2023〕1号。由全国农村集体产权联席会议制度改革部组织试点。试点方案要求政府完善规划引领、运行监管、政策支持，争取在两年内健全农村产权流转交易体系，完善各品种交易规则，规范各种程序如交易申请、委托受理、信息公告、受让受理、组织交易、交易终止、组织签约、合同鉴证、档案管理等。农管开始执法被认为与该试点方案紧密相连，试点方案规模非常之大，涉及“改革开放”四十多年来，农民承包的土地经营权可能发生变化，整个农村的土地继包产到户之后可能再来一次大的土地变革。同月25日，自然资源部宣布，已经全面建立涵盖所有不动产物权的不动产统一登记制度。
2023年5月1日《农村土地承包合同管理办法》正式施行，其中规定了部分情况下，承包合同可以终止，承包权可以由国家或集体收回。

## 机构规范
目前有2564个农业综合行政执法机构，在编在岗执法人员超过8.2万人。涵盖了中国大陆的绝大多数行政村。湖北省农业综合行政执法局副局长胡涛表示，该省已经有5000多名执法人员。
综合行政执法人员统一着装由国务院以及《全国农业综合行政执法基本装备配备指导标准（2022年）版》规定。与生态环境、文化市场、交通运输、市场监管等各支综合执法队伍相同，都穿着统一的制服，通过佩戴不同的臂章进行区分。农管队员佩戴的是“农业执法”臂章。每一位执法人员在胸前配有唯一的编号，和执法证件号是一致的，通过执法证件号可以找到执法人员。

### 管理范围（职权）及执法边界
2020年5月28日农业农村部印发了《农业综合行政执法事项指导目录（2020年版）》的通知。列了251项“农管”的事权范围
侧重于农户的有种子、农机、兽药、农药、肥料等，侧重于消费者的有防疫检疫、农产品质量安全、饲料和添加剂等。而且除了农业生产，“农管”也涉及到了土壤水污染、农业疫病防控、野生动植物保护等领域。
农业农村部法规司2023年4月15日称：“农业综合行政执法队伍并不是什么都管，而是有明确的执法边界的”。明确相关执法队伍的职责使命，主要是打击假冒伪劣种子、农药、兽药等侵农害农违法行为，“不会干扰农民正常生产生活”，并且要求对执法事项实行清单管理，重申“法无授权不可为”。农业领域执法监管是各级农业行政主管部门的法定职责。事实上，农业综合行政执法本身并不是凭空冒出，特别是其所依法履行的相关职责，也是此前零零碎碎散落于包括《种子法》《畜牧法》《农业机械安全监督管理条例》《兽药管理条例》在内的多部法律法规之中。
《农业综合行政执法管理办法》还规定了农业综合行政执法“六不准”：
1. 不准徇私枉法、庇护违法者；
2. 不准越权执法、违反程序办案；
3. 不准干扰市场主体正常经营活动；
4. 不准利用职务之便为自己和亲友牟利；
5. 不准执法随意、畸轻畸重、以罚代管；
6. 不准作风粗暴。

## 争议

### 农管装备采购清单
吉林松原市农管装备采购清单在批示的时候，因采购清单的物品而引发网络舆论。
林芝市的一份采购清单包含了信号屏蔽器、防刺背心、脉冲光炫目防暴器（电警棍）、强光手电、夜视仪、救生绳、喊话器、gps定位器、对讲机、暗访取证设备、摄像机、录音笔、现场执法记录仪、警戒带，还有听证室话筒、监控、摄录设备等。

### 整改村容村貌与环境及管理种植作物
黑龙江和安徽等多地有村民担忧「农管」会变成形象欠佳的「城管」翻版，出现矫枉过正等违规执法等行为。广东廉江市的农管以改善村容为由“不许村里养鸡养鸭”，身穿制服，拿着网兜，进村抓捕村里农户散养的家禽，且要求家禽不能私卖。在多地，土地被要求不可以种植农作物以外的植物，且禁止农民房前屋后种瓜种菜称影响村容村貌。黑龙江有网民表示，哥哥多年前承包的几亩鱼塘，被农村执法人员连续3次告诫，鱼塘周围不能种玉米、豆角，原因是有碍村容。部分视频显示穿迷彩服的农管队员持防暴盾牌，强行拔掉农民种植的蔬菜，有村民被按倒在田间。
2020年10月27日河南沁阳市农管以“生猪未检疫”为由，强行将养殖户陈栋价值20万的两车生猪拉去屠宰场。因为不知道该如何养猪导致五头猪死亡，且只卖了14万，在猪肉卖完后，养殖户不但没有收到钱，运货车也被扣留，媒体曝光后，农管表示由于车主李鹏手续不全，无法还车，一直等提供了合规手续后，才归还车辆。
2023年3月黑龙江，因为有农民在田间焚烧秸秆，414名党政干部被问责，罚款总额高达1.782亿元，共罚款185人，人均96.3万元（未处罚焚烧者，扣拨地方财政资金）。。部分地方农管队员开始收缴物业费（人头费），官方称是指农村生活垃圾收运处置费用。过去这项费用主要由地方财政和镇村集体承担，也有一些地方正在探索一些新的方式，在征得农民同意的基础上，适当收取少量费用，比如每月1元，但不在农业综合行政执法的职责范围内。
2023年5月8日早上，福建省南平市延平区50多位镇政府、派出所、农管人员和10多辆车围聚在村民卢贵友的养猪场门口打算強拆。当日下午，卢贵友来到现场开枪打傷執法人員后携枪逃跑，13日向派出所自首。

### 整改违法农机与农资
部分农管队员要求村民使用的农业机械必须是合法购买的而非违法整改的且不能私自改装拼装，并且要求驾驶员取得驾驶证，无牌无证拖拉机收割机不能投入使用。江苏常州市有农民驾驶收割机收割水稻时，两名身穿制服的农管到场，认为农民没有操作农机的资格，当场处罚农民。中国农机市场处在标准化前期且并不算发达。2023年的农村仍存有大量无牌无证二手改拼拖拉机。过去是禁止他们上路但默许经营，如果全部取缔，会大幅度增加农机换购的成本，且农机年检的费用较高，较难承担。农管处罚且禁止农民使用伪劣种子、化肥被质疑称处罚的主体不该是个体户农民，而是假种子、假化肥的源头经销商。

### 农民证
有安徽网友称“在农管要求下，2023年4月22日考农机证，1500块（元）”。许多网民对农民证表达质疑，该农民证官方名称为《新型职业农民资格证书》，是由中华人民共和国农业农村部授予的。部分地区地方还发放了新型职业农民证书、农民技术资格证书。《农民日报》2023年4月19日刊登的文章称只是为了提高农民素质，不是务农许可证。山东胶州居民张先生2023年4月21日说：“我回村里，街坊们反映，现在要持证种地了。我在农村的亲戚朋友外出打工，把家里的地委托亲戚种植，也没有什么合同，我什么时候不打工了，回农村，你马上还给我种。现在不可以了，因为现在国家粮食危机很大了。”

### “两非”整治与“毁姜种粮”“退林还耕”
多地2023年以来，将林地、果园，公园还原成耕地，引发社会关注，民间形容为“退林还耕”“毁姜种粮”，官方称之为整治耕地“非农化”“非粮化”，简称称“两非”整治。
退耕还林政策源于1998年长江水灾，时任国务院总理朱镕基在总结灾后重建方针中提出封山植树、退耕还林，在2009年至2019年的10年间，因工业化、城市化步伐加快，耕地面积减少1.13亿亩，总量降至19.18亿亩。种植林业作物无须打理，收益也更高，耕地上种植非粮作物的现象普遍。2022年的粮食供应链遭新冠疫情与俄乌战争等不利因素冲击，国际粮食供应及价格大幅波动。
2012年国家自然资源部提出两非整治。2023年中共中央办公厅提出“确保18亿亩耕地实至名归”，且反复强调“把饭碗牢牢端在自己手中”，宣示粮食自主安全的决心，以应对粮食短缺危机的概率在加大的局面。2023年一号文件中再一次明确保护耕地的规定，严格控制将耕地转为其他农用地，此前的”退耕还林还草“等政策没有出现。
2023年福建漳州的村民杨先生和另外几个村民种植水仙花，4月他们接到通知，称耕地不得种花卉，70亩水仙花地被强行推平。4月23日，广西南宁的警察与农管队铲除了六千余亩烟叶。26日在浙江乐平，一农户在视频中述说自家三年前种植的竹子被砍：“唉，这么好的竹园子，辛辛苦苦种了三年，这么好的竹子，要砍下去。政府现在说要改农田，临时下的通知。”部分地区在坡度非常大的高山上造梯田，并计划把水稻种到陡山。
2023年4月成都市宣布三年内打造十万亩农田。花费341亿建造环城100公里且共串联了121个公园的成都环城生态区，部分拆除了绿化植物，种上了小麦、玉米等农作物。被质疑是浪费资源的形式主义，改为耕地难以收回公园成本。成都市回应是按照政策要求推动复耕的确保粮食安全，同时满足耕地红线要求，不存在违规之处。天府绿地集团回应称是实施土地综合整治，尽全力还耕地以本来面目，在这一过程中让市民产生了误解。

## 问题
依照《农业综合行政执法事项指导目录（2020年版）》，农管的一些职能，与农业局、国家发改委、食药监和市场监管局相重叠，造成部门设置重复，职权冲突问题，增加机构及编制，冗余造成财政负担问题。执法范围也可能会有过度“扩张”问题，其中大气污染防治法也是“农管”的执法基础之一。目前中国农村仍有部分盗挖黑土、农药残留超标产品直接上市、电捕、非法外来物种泛滥等现象。
除外，现在中国也面临着可能的粮食危机和粮食安全问题，受俄乌战争影响，2022年粮食价格的剧烈波动，直接带来全球粮食进口成本的上涨。2022年联合国粮食及农业组织及海关总署的数据显示，中国累计进口粮食14687.2万吨，同比降低10.7%，进口金额却同比增加10.5%。而2022年粮食进口量占2022年全国粮食总产量（68653万吨）的21.4%。其中，大豆进口量9108.1万吨，同比下降5.6%，进口金额同比上涨14.4%。大豆仍然是占比最大的粮食进口品种，占比62%。